# Enrique De La Fuente
Enrique De La Fuente (ur. 11 sierpnia 1975 w Vigo) – hiszpański siatkarz. Grał na pozycji przyjmującego. Wielokrotny reprezentant Hiszpanii. Wraz z reprezentacją Hiszpania zdobył złoty medal na Mistrzostwach Europy w 2007 roku rozgrywanych w Rosji, po dramatycznym meczu z reprezentacją „Sbornej” wygranym przez Hiszpanię 3:2. Jego żoną jest była siatkarka reprezentacji Francji, polskiego pochodzenia – Kinga Maculewicz-De La Fuente.

## Sukcesy reprezentacyjne
- 2005 – 4. miejsce Mistrzostw Europy
- 2005 –  Brązowy medal Ligi Europejskiej
- 2007 –  Złoty medal Ligi Europejskiej
- 2007 –  Złoty medal Mistrzostw Europy